# 最上川寒河江緑地
最上川寒河江緑地(もがみがわさがえりょくち)は、山形県寒河江市にある都市公園。グリバーさがえの愛称で知られる。

## 概要
最上川の河川敷に整備され、2013年より供用開始。最上川対岸は中山町であり、寒河江市の南に位置する。多目的水面広場と多目的芝生広場の2つから成る。愛称のグリバーさがえはの"グリバー"は、グリーン（緑地）とリバー（川）を組み合わせたものである。国の都市公園整備事業の採択（国費総額4億3750万円）を受け、10年間の事業の末、完成した。
延長600ｍ、巾110～150ｍの多目的水面広場は全国でも珍しい完全管理型の水面広場となっており、カヌー競技や、水上バイクを利用したバナナボートなどの水上アクティビティを楽しむことができる。最上川からポンプにより取水をしている。日本カヌー連盟公認カヌースプリント競技場B級公認コースとなっている。
多目的芝生広場では野球、サッカーなどの球技を行える他、ピクニックなどにも利用される。
水面広場を中心にイベントも随時開催しており、カフェも構えている。
2020年及び2022年の大雨の影響で多目的水面広場に数多くの巨木が流れ込むなどの被害を受けている

## 使用期間・時間[6]
- 多目的水面広場（リバー広場）
  - 使用期間：3月1日 - 11月30日
  - 使用時間：午前9時 - 午後6時30分
- 多目的芝生広場（グリーン広場）
  - 全日使用可能

## アクセス
- 自動車
  - 山形自動車道寒河江ICより約10分（3.4km）[7]
- 公共交通機関
  - JR左沢線南寒河江駅より徒歩15分（1.2㎞）[7]

## 周辺
- 最上川橋梁(左沢線)
- 山形県園芸試験場